# Jean Patou

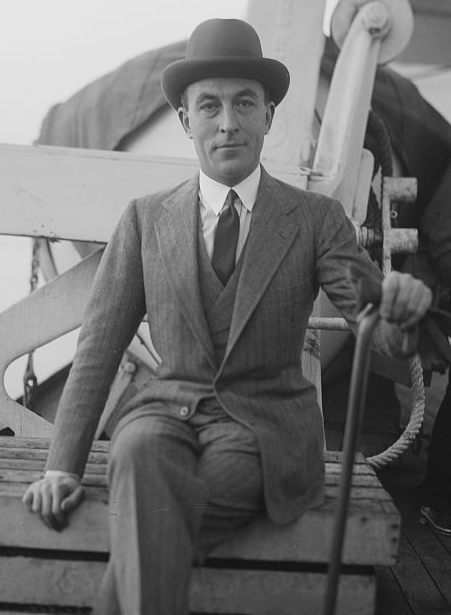
Porträt von Jean Patou, um 1910

Jean Patou (* 27. September 1887 in Paris; † 23. Mai 1936 ebenda) war ein erfolgreicher französischer Modeschöpfer, Kostümbildner und Designer des 20. Jahrhunderts. Das von ihm 1912 gegründete Mode- und Parfüm-Unternehmen besteht unter dem Namen Patou bis heute und ist seit 2018 im Besitz von LVMH.

## Leben und Unternehmen

### Jean Patou
Jean Patou war der Sohn des Ledergerbers Charles Patou und dessen Frau Jeanne, die ihn in der Normandie großzogen. Bei seinem Onkel machte er eine Ausbildung als Kürschner. 1912 ging Patou nach Paris und eröffnete ein kleines Mode-Schneider-Atelier „Maison Parry“. Dieses Jahr gilt als Gründungsjahr des späteren Luxuskonzerns. Patous Kollektionen entsprachen dem europäischen und amerikanischen Stil dieser Zeit – stilvoll, dezent, dennoch, elegant und luxuriös.
Bei Ausbruch des Ersten Weltkriegs im Jahr 1914 kam Patou an die militärische Front der Dardanellen und kämpfte als Hauptmann in der Schlacht von Gallipoli mit. Derweil ruhte der Geschäftsbetrieb. Nach einem Lazarettaufenthalt kam Patou nach Belgien, wo er bis Kriegsende blieb. Wieder nach Paris zurückgekehrt, arbeitete Patou an seinem Comeback und eröffnete 1919 seine Boutique erneut – diesmal unter seinem eigenen Namen. Er konnte an seine vorherigen Erfolge anknüpfen. Unter seinen Kundinnen befanden sich Schauspielerinnen, Sängerinnen und wohlhabende Damen der Gesellschaft. Er ließ sich seinen Namen patentieren, stickte sein Monogramm (J.P.) als stilistisches Element beispielsweise auf seinen begehrten Cardigan-Jacken ein und war damit Vorbild für andere Designer, die diese Idee übernahmen. Elegante Abendroben, schmal geschnittene Kleider, der Einsatz von Jersey-Baumwolle, das Spiel von ständig wechselnden Hauptfarben in seinen Kollektionen und kubistische Motive auf seinen Entwürfen machten den Patou-Stil aus. Patou konnte weder zeichnen noch mit der Schneiderschere umgehen. Stattdessen instruierte er einen Stab aus Designern und verfeinerte bzw. korrigierte schließlich seine durch Mitarbeiter umgesetzten Entwürfe.

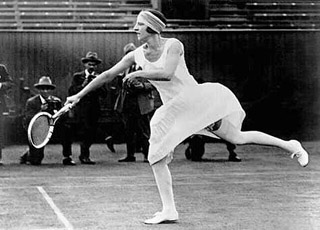
Suzanne Lenglen in Wimbledon, 1921

Die Verbindungen seines Schwagers Raymond Barbas, einem ehemaligen Tennis-Champion, ermöglichtem es Patou ab den 1920er Jahren elegante Sportkollektionen zu entwerfen, die 1921 bei den englischen Tennisweltmeisterschaften in Wimbledon als echte Sensation empfunden wurden. Erstmals spielte die damals weltbeste Tennisspielerin Suzanne Lenglen medienwirksam in eleganter Tenniskleidung mit modischen Accessoires. Jean Patou gilt als der Erfinder des Tennisrocks. Schließlich gab es sogar Golf- und Skimode von Patou. Seine elegante Bademode der 1920er Jahre wurde zum Kassenschlager. Ab 1924 eröffnete er Zweigstellen in Deauville, Biarritz, Cannes sowie Monte Carlo und expandierte in die USA. Patou selbst, einen lebenslangen Junggesellen, ernannte die amerikanische Presse schließlich aufgrund seiner persönlichen Garderobe zum „elegantesten Mann Europas“. Bereits Mitte der 1920er Jahre konnten Frauen sich im kompletten Patou-Look einkleiden. Das Modehaus bot sogar bereits zusammengestellte Kombinationen aus einzelnen Bekleidungsstücken als Ensemble zum Verkauf an. Die Funktionalität der Patou-Mode spielte bei den Entwürfen stets eine bedeutende Rolle. Patous Haute Couture Modeschauen in Paris waren grandiose, mit Musik untermalte Spektakel, bei denen mehrere hundert Modelle vorgeführt wurden. Um die Zielgruppe der jungen, modernen Frau dieser Zeit konkurrierte Patou insbesondere mit Coco Chanel aber auch mit Jeanne Lanvin.
Neben der Mode kreierte Patou zusammen mit dem berühmten Parfümeur Henri Alméras, einem Kriegskameraden aus dem Ersten Weltkrieg, der dem Haus Patou bis 1933 erhalten blieb, unzählige Parfums, unter anderem Amour Amour (1925) und das aufgrund seiner exquisiten Inhaltsstoffe (Jasmin und Rose) äußerst hochpreisige Joy (1930). Die Gläser produzierte Baccarat. Die Gesellschaftsreporterin Elsa Maxwell erfand den verkaufsfördernden Slogan «das teuerste Parfum der Welt», der den Duft Joy weltberühmt machte. Der immense Erfolg des blumigen Damenparfüms Joy rettete das finanziell stark angeschlagene Haus nach 1929 schließlich knapp über die Weltwirtschaftskrise hinweg, welche unter anderem den kompletten Ausfall der amerikanischen Abnehmer bedeutet hatte. Nach dem Parfum Chanel Nº 5 von Coco Chanel gilt Joy als das zweitmeistverkaufte Parfum weltweit.

### Nachfolge
Nach Jean Patous plötzlichen Herztod im Jahr 1936 brachten seine Schwester Madeleine und ihr Ehemann Raymond Barbas das Unternehmen wieder auf Kurs. In den späten 1930er Jahren waren in der Haute Couture Sparte von Patou um die 1500 Mitarbeiter beschäftigt und brachten an die 700 Modelle auf den Markt. Die Parfüms der Folgejahre erschuf Henri Giboulet. Von 1953 bis 1957 entwarf der spätere Dior-Designer Marc Bohan die Patou-Modekollektionen. 1958 wurde der aufstrebende Karl Lagerfeld bis 1963 als künstlerischer Direktor bei Patou angestellt, was allerdings in wenig spektakulären Entwürfen resultierte. 1964 übernahm der Designer Michel Goma die Modesparte, dessen Gehilfe 1971 Jean Paul Gaultier wurde. Von 1969 bis 1998 war der Parfümeur Jean Kerléo mit der Kreation von Patou-Parfums beauftragt. Unter seiner Regie wurden Düfte wie 1000, Eau de Patou und Eau de Patou pour Homme, Sublime oder Voyageur lanciert. Auf Goma folgte 1973 der Italiener Angelo Tarlazzi. 1977 übernahm Tarlazzis Assistent Roy Gonzalés. 1980 stieg Jean de Mouy, Enkel von Raymond Barbas, in die Unternehmensleitung auf. Von 1981 bis 1987 war Christian Lacroix für die Haute Couture Mode aus dem Hause Lacroix verantwortlich. 1987 gab das Haus die Modesparte komplett auf und konzentrierte sich fortan auf die Parfüms.
2001 verkauften die Patou-Erben das Familienunternehmen an Procter & Gamble. Während dieser Zeit war der Parfümeur Jean-Michel Duriez für Patou-Düfte verantwortlich. Zu seinen Kreationen zählen die inzwischen eingestellten Düfte Nacre (2001), Pan Ame (2001), Enjoy (2003), Sira des Indes (2006) und Coming Up Roses (2008). 2011 erfolgte der Verkauf von Patou an Designer Parfums Ltd., ein in England ansässiges Unternehmen im Besitz der indischen Mischkonzern-Gruppe Mehta. Damit einher ging die Anstellung von Thomas Fontaine als Chef-Parfümeur, der 2013 den Klassiker Joy als Joy Forever modernisierte und Klassiker wie Chaldée (1927), Eau de Patou (1976) und Patou pour Homme (1980) sowie weitere Damendüfte aus den Anfangszeiten des Unternehmens neu auflegte.
Aus dem Besitz von Jean Patous Großneffen Jean de Moüy gelangte im Mai 2015 der Nachlass Patous in zwei Auktionen zum Verkauf. In der ersten Auktion des Auktionshauses Pierre Bergé & Associés wurden 120 Lose mit Roben, Mänteln, Seidenwäsche, mit Flakons, Accessoires und Mobiliar versteigert. Für viele Teile wurden Preise erzielt, die ein Vielfaches des vorigeren Schätzpreises ergaben. Ein Wolltrikot sowie eine Skikombination, die die Schwester Madeleine getragen hatte, erzielten jeweils 105.400 Euro. Unter den besonders aktiven Käufern war die Firma Jean Patou selbst, die bereits damals beabsichtigte, künftig wieder in den Bereich Mode einzusteigen. In einer zweiten Auktion gelangten Manuskripte des „bibliophilen Ästheten und Sammlers“ zum Verkauf.

### Neustart durch LVMH
Im September 2017 bestellte der Patou-Aufsichtsrat unter Führung der Mehta-Familie den damaligen Dior-CEO und LVMH-Manager Sidney Toledano als Vorsitzenden. 2018 kaufte LVMH Designer Parfums das Unternehmen Jean Patou ab, strich den Vornamen des Gründers aus dem Firmennamen und ernannte den ehemaligen Nina Ricci Designer Guillaume Henry zum Chefdesigner der Modekollektionen. Henrys erste Modekollektion für Patou – die erste seit 1987 unter Lacroix – erschien im September 2019. Zur Patou-CEO wurde die LVMH-Managerin Sophie Brocart berufen. Mit der Übernahme der Patou-Markenrechte war es der LVMH-Tochter Christian Dior S.A. 2018 möglich gewesen, ein Dior-Damenparfüm namens Joy auf den Markt zu bringen.

## Weiterführende Links
- Kleid aus der Kollektion von Jean Patou (englisch)
- Kleid aus der Kollektion von Jean Patou (englisch)
- Jean Patou – A Creator, Innovator and Perfume Magician (englisch)